# پارک ملی ریسا
پارک ملی ریسا (به لاتین: Reisa National Park) یک پارک ملی در نروژ است که در Nordreisa واقع شده‌است.

## جغرافیا
این پارک با حکم سلطنتی در ۲۸ نوامبر ۱۹۸۶ تأسیس شد. در این پارک آبشاری به ارتفاع ۲۶۹ متر وجود دارد.

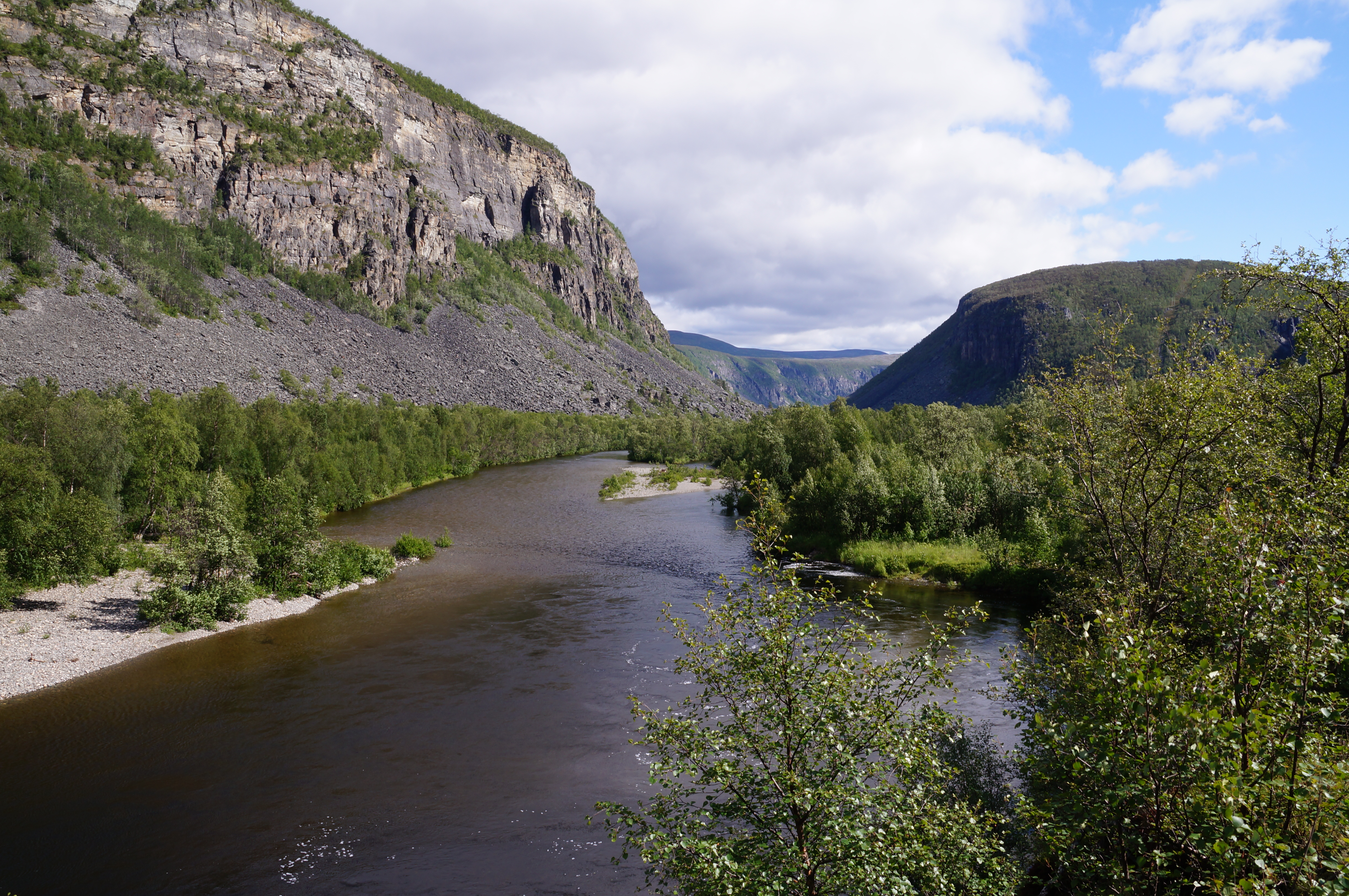
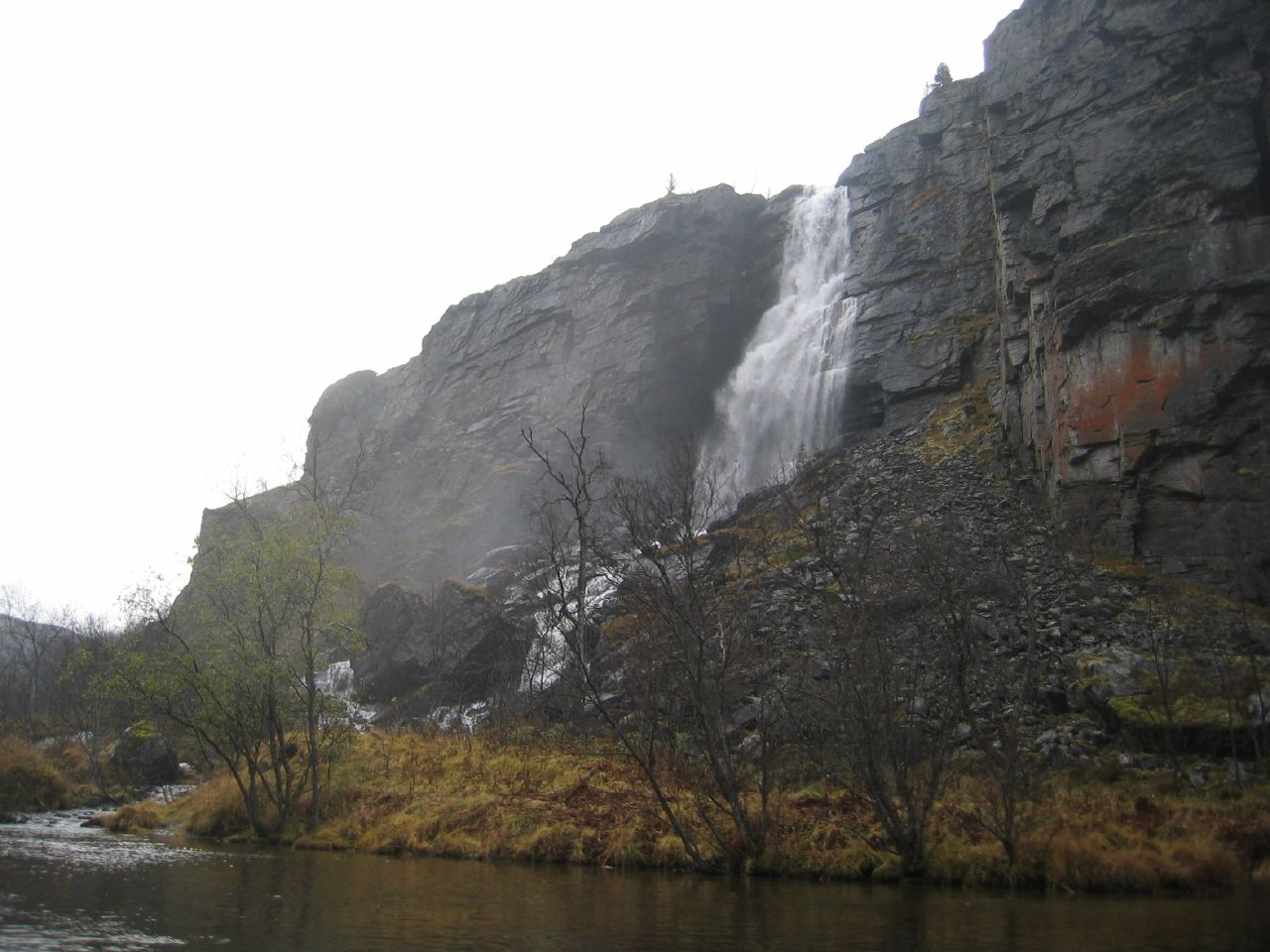
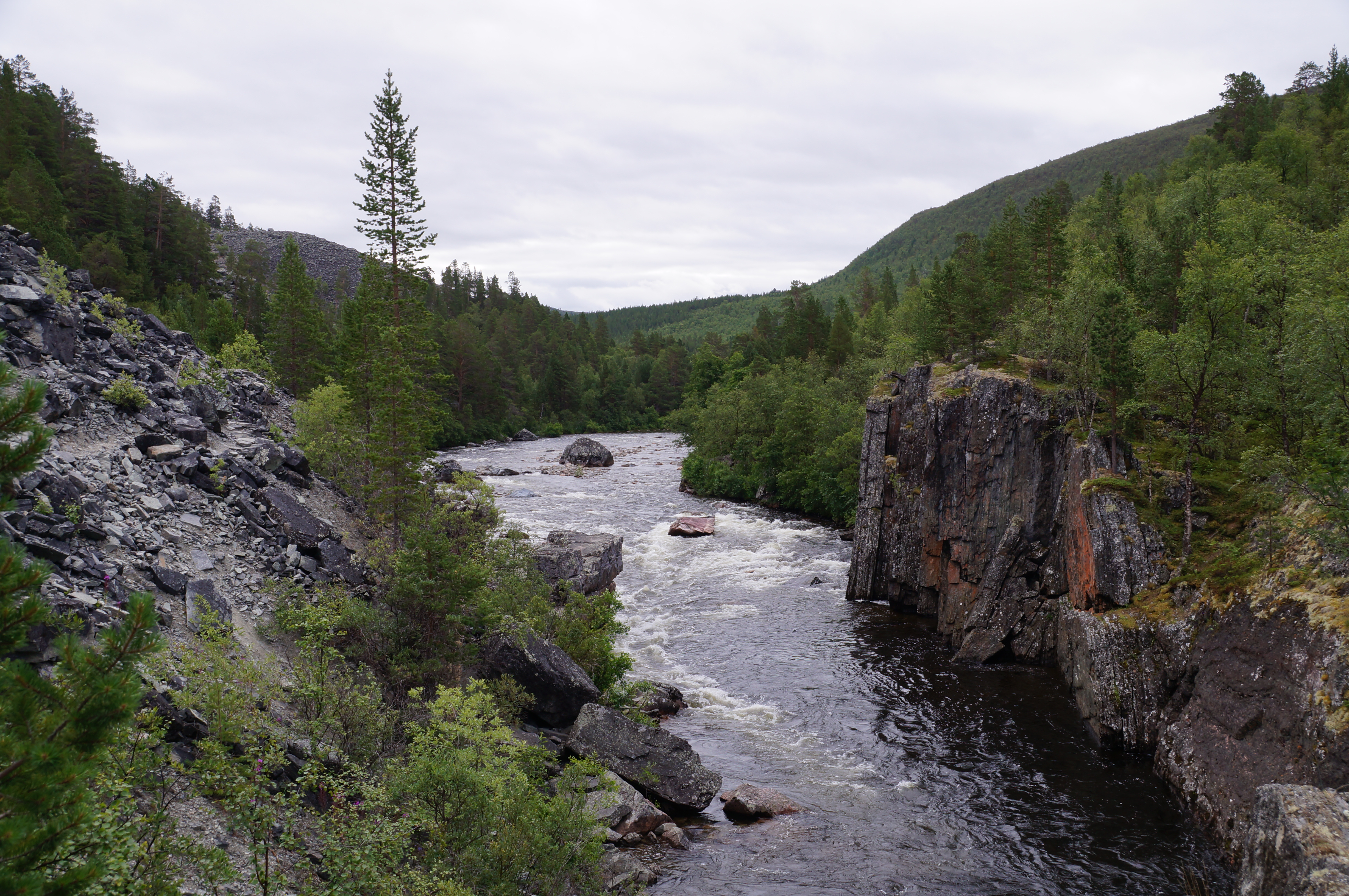